# 利季娅·谢拉斯卡娅
利季娅·谢拉斯卡娅(1855年 - 1931年)是一名前苏联女天文学家。
金星上的一个撞击坑“谢拉斯卡娅”就是以她的名字命名的。